# Strange Attractors
Strange Attractors es el título del sexto episodio de la cuarta temporada de Héroes: Volume five: Redemption. El episodio se estrenó el 26 de octubre de 2009 y con una audiencia de 5.86 millones. 

## Trama
Sylar dispuesto a recuperar su cuerpo comienza a aplicar en Matt su singular método de tortura, siendo capaz de hacerle ver a Matt lo que quiera, convirtiéndolo en víctima de visiones eróticas y aterradoras, lo que conduce a Matt al límite intentando atacar a su adversario imaginario, aunque sin éxito alguno. Finalmente en medio de un estado de melancolía, Matt ve impresionado lo que parece ser a Sylar sufriendo de dolor con cada bebida de alcohol. De tal manera que Matt concluye que emborrachándose ahogará a Sylar. Consiguiendo su aparentemente objetivo cuando Sylar colapsa y desaparece. Sin embargo esa misma noche Sylar aparece ante Matt asegurándole que solo le otorgó el control total de su cuerpo.
Claire y Gretchen comienzan la segunda etapa de su aceptación en la hermandad de “Alpha Chi”, mientras intenta arreglar su relación. Las chicas entonces son llevadas a un matadero, en donde ellas tienen que encontrar un tesoro antes de quedar encerradas en el matadero toda la noche. Sin embargo cuando Claire y el otro equipo comienzan a ver las bizarras bromas presentes, Claire concluye que no es una coincidencia e intenta ponerlas a salvo y escapar. Pero inexplicablemente Gretchen y Claire son atacadas por una fuerza invisible de manera brutal, hasta que Claire contrarresta sus ataques con un gancho y Rebecca Taylor se hace visible. Rebecca empala a Claire en la pared y huye haciéndose invisible, Gretchen remueve el tubo de metal de Claire, mientras las otras chicas del equipo miran horrorizadas a Claire sanar. 
Noah trata de asegurar la libertad condicional de Jeremy. Sin embargo el oficial de policía se niega a creer sobre la inocencia de Jeremy y lo encarcela. Noah entonces recurre a la ayuda de Tracy persuadiéndola de ayudarlo a liberar a Jeremy, y Tracy se identifica con el cuando descubre que Jeremy con su habilidad mata involuntariamente, representando una imagen sólida de su principio como humana evolucionada. Durante su intento de liberar a Jeremy con sus contactos, Tracy recibe la visita de Samuel Sullivan, quien el ofrece la oportunidad a ella y a Jeremy de unirse al carnaval. Pero Tracy firme en sus intenciones protesta y Samuel le da una brújula en caso de cambie de opinión. Tracy junto a Noah liberan a Jeremy, sin embargo la gente del pueblo molesta por los asesinatos de Jeremy agraden a Jeremy y este mata involuntariamente a un hombre, lo que produce de nuevo su encarcelamiento. Pero una vez en la comisaría Jeremy es encadenado a un camión por el oficial y Jeremy ante todo pronóstico prefiere ser asesinado a seguir matando gente. Más tarde Tracy y Noah encuentran el cadáver de Jeremy, Tracy desconcertada le ruega a Noah respetar su privacidad y huye con la brújula.
En la estación de policías, un muy molesto Samuel utiliza sus poderes para derribar la estación en un instante.

## Curiosidades
- Momentos después de que la pesadilla de Matt finaliza, Sylar sarcásticamente toma una manzana y la llama el fruto prohibido.
- Cuando Claire lucha contra las hermanas de la hermandad, Rebecca llama a Claire Buffy, una referencia a Buffy la cazavampiros.